# Grand Prix moto de France 1984
Le Grand Prix moto de France 1984 est la sixième manche du championnat du monde de vitesse moto 1984. La compétition s'est déroulée du 8 au 10 juin 1984 sur le circuit Paul Ricard au Castellet.
C'est la 50e édition du Grand Prix moto de France et la 28e édition comptant pour les championnats du monde.

## Résultats des 500 cm³
| Pos  | Pilote              | Moto       | Temps           | Points |
| ---- | ------------------- | ---------- | --------------- | ------ |
| 1    | Freddie Spencer     | Honda      | 43 min 31 s 920 | 20     |
| 2    | Eddie Lawson        | Yamaha     | +5 s 790        | 17     |
| 3    | Randy Mamola        | Honda      | +6 s 230        | 15     |
| 4    | Ron Haslam          | Honda      | +49 s 500       | 13     |
| 5    | Barry Sheene        | Suzuki     | +1 min 11 s 040 | 11     |
| 6    | Didier de Radiguès  | Chevallier | +1 min 11 s 550 | 10     |
| 7    | Massimo Broccoli    | Elf Honda  | +1 min 13 s 240 | 9      |
| 8    | Reinhold Roth       | Honda      | +1 min 51 s 540 | 8      |
| 9    | Sergio Pellandini   | Suzuki     | +2 min 01 s 120 | 7      |
| 10   | Wolfgang von Muralt | Suzuki     | +2 min 09 s 940 | 6      |
| 11   | Dave Petersen       | Suzuki     | + ?             | 5      |
| 12   | Fabio Biliotti      | Honda      | + ?             | 4      |
| 13   | Henk van der Mark   | Honda      | + ?             | 3      |
| 14   | Keith Huewen        | Honda      | + ?             | 2      |
| 15   | Lorenzo Ghiselli    | Suzuki     | + ?             | 1      |
| 16   | Maurice Coq         | Suzuki     | + ?             |        |
| 17   | Claude Arciero      | Honda      | + ?             |        |
| 18   | Attilio Riondato    | Suzuki     | + ?             |        |
| 19   | Marco Gentile       | Yamaha     | + ?             |        |
| 20   | Leandro Becheroni   | Suzuki     | + ?             |        |
| 21   | Virginio Ferrari    | Yamaha     | + ?             |        |
| Nc.  | Peter Sjostrom      | Suzuki     | +Non classé     |        |
| Abd. | ...                 | ...        | Abandon         |        |

## Résultats des 250 cm³
| Pos  | Pilote               | Moto       | Temps           | Points |
| ---- | -------------------- | ---------- | --------------- | ------ |
| 1    | Anton Mang           | Yamaha     | 39 min 18 s 610 | 20     |
| 2    | Carlos Lavado        | Yamaha     | +1 s 350        | 17     |
| 3    | Manfred Herweh       | Real       | +0 s 630        | 15     |
| 4    | Thierry Espié        | Chevallier | +1 s 210        | 13     |
| 5    | Christian Sarron     | Yamaha     | +1 s 420        | 11     |
| 6    | Wayne Rainey         | Yamaha     | +5 s 060        | 10     |
| 7    | Carlos Cardus        | JJ Cobas   | +6 s 480        | 9      |
| 8    | Donnie McLeod        | Yamaha     | +7 s 070        | 8      |
| 9    | Martin Wimmer        | Yamaha     | +21 s 150       | 7      |
| 10   | Jean-Michel Mattioli | Chevallier | + ?             | 6      |
| 11   | Jean-Luc Guillemet   | Yamaha     | + ?             | 5      |
| 12   | Thierry Rapicault    | Yamaha     | + ?             | 4      |
| 13   | Pierre Bolle         | Yamaha     | + ?             | 3      |
| 14   | Jean-François Baldé  | Pernod     | + ?             | 2      |
| 15   | Roland Freymond      | Honda      | + ?             | 1      |
| 16   | Patrick Fernandez    | Yamaha     | + ?             |        |
| 17   | Mario Rademeyer      | Yamaha     | + ?             |        |
| 18   | Harald Eckl          | Yamaha     | + ?             |        |
| 19   | August Auinger       | Bartol     | + ?             |        |
| Nc.  | Richard Hubin        | Yamaha     | Non classé      |        |
| Abd. | ...                  | ...        | Abandon         |        |

## Résultats des 125 cm³
| Pos  | Pilote            | Moto          | Temps           | Points |
| ---- | ----------------- | ------------- | --------------- | ------ |
| 1    | Angel Nieto       | Garelli       | 36 min 37 s 270 | 20     |
| 2    | Eugenio Lazzarini | Garelli       | +0 s 230        | 17     |
| 3    | August Auinger    | Monnet Bartol | +0 s 630        | 15     |
| 4    | Fausto Gresini    | Garelli       | +13 s 990       | 13     |
| 5    | Bruno Kneubühler  | MBA           | +22 s 990       | 11     |
| 6    | Hans Müller       | MBA           | +23 s 610       | 10     |
| 7    | Maurizio Vitali   | MBA           | +28 s 730       | 9      |
| 8    | Johnny Wickstroem | MBA           | +38 s 140       | 8      |
| 9    | Lucio Pietroniro  | MBA           | +40 s 200       | 7      |
| 10   | Henk van Kessel   | MBA           | +48 s 400       | 6      |
| 11   | Ezio Gianola      | MBA           | + ?             | 5      |
| 12   | Luca Cadalora     | MBA           | + ?             | 4      |
| 13   | Willy Perez       | MBA           | + ?             | 3      |
| 14   | Paul Bordès       | MBA           | + ?             | 2      |
| 15   | Titer Balaz       | MBA           | + ?             | 1      |
| Nc.  | Stefano Caracchi  | MBA           | Non classé      |        |
| Abd. | ...               | ...           | Abandon         |        |